# Суперкубок Іспанії з футболу серед жінок
Суперкубок Іспанії з футболу серед жінок (ісп. Supercopa de España Femenina) — щорічне змагання для іспанських жіночих футбольних клубів. Турнір було започатковано у 1997 році в форматі двох матчів (вдома та на виїзді) між переможницями чемпіонату Іспанії та володарками Кубка Королеви. Після двадцятирічної перерви турнір відновили у вигляді мінітурніру, в якому беруть участь чотири команди: чемпіон та віцечемпіон країни, а також обидва фіналісти Кубка Королеви (якщо одна з команд-учасниць мала більше одного досягнення за підсумками сезону з перерахованого вище, то в такому випадку для участі запрошується ще одна команда, яка посіла третє місце в чемпіонаті).

## Клуби, що ставали володарками Суперкубку Іспанії серед жінок
Володарями Суперкубку Іспанії з футболу серед жінок ставали 5 клубів
| Місце | Клуб                  | Переможець | Фіналіст | Остання перемога |
| ----- | --------------------- | ---------- | -------- | ---------------- |
| 1     | «Барселона»           | 5          | —        | 2025             |
| 2     | «Леванте»             | 2          | 2        | 2000             |
| 3     | «Атлетіко» Мадрид     | 1          | 1        | 2021             |
| 4     | «Малага»              | 1          | —        | 1998             |
| 5     | «Ейбар»               | 1          | —        | 1999             |
| 6     | «Реал Сосьєдад»       | —          | 2        |                  |
| 7     | «Реал» Мадрид         | —          | 1        |                  |
| 8     | «Еспаньйол»           | —          | 1        |                  |
| 9     | «Лагунак»             | —          | 1        |                  |
| 10    | «Орок'єте Вільяверде» | —          | 1        |                  |
| 11    | «Пуебла»              | —          | 1        |                  |

## Фінали
1997—2000
| Рік  | Володар       | Рахунок  | Фіналіст              |
| ---- | ------------- | -------- | --------------------- |
| 1997 | «Сан Вісенте» | 5:2, 2:1 | «Еспаньйол»           |
| 1998 | «Малага»      | 3:4, 1:0 | «Лагунак»             |
| 1999 | «Ейбар»       | 3:0, 5:0 | «Орок'єте Вільяверде» |
| 2000 | «Леванте»     | 5:1, 2:1 | «Пуебла»              |

Фінали чотирьох
| Рік  | Володар           | Рахунок | Фіналіст          | Півфіналісти                         |
| ---- | ----------------- | ------- | ----------------- | ------------------------------------ |
| 2020 | «Барселона»       | 10–1    | «Реал Сосьєдад»   | «Атлетіко» Мадрид та «Леванте»       |
| 2021 | «Атлетіко» Мадрид | 3–0     | «Леванте»         | «Барселона» та «Логроньо»            |
| 2022 | «Барселона»       | 7–0     | «Атлетіко» Мадрид | «Реал» Мадрид та «Леванте»           |
| 2023 | «Барселона»       | 3–0     | «Реал Сосьєдад»   | «Реал» Мадрид та «Уельва»            |
| 2024 | «Барселона»       | 7–0     | «Леванте»         | «Атлетіко» Мадрид та «Реал» Мадрид   |
| 2025 | «Барселона»       | 5–0     | «Реал» Мадрид     | «Атлетіко» Мадрид та «Реал Сосьєдад» |

## Найкращі бомбардирки
Станом на 26 січня 2025 року
| № | Футболістка         | Клуби       | Фінали чотирьох                  | Кількість матчів | Голи |
| - | ------------------- | ----------- | -------------------------------- | ---------------- | ---- |
| 1 | Каролін Грем Хансен | «Барселона» | 5 (2020, 2021, 2022, 2024, 2025) | 9                | 9    |
| 2 | Сальма Паралуело    | «Барселона» | 3 (2023, 2024, 2025)             | 6                | 5    |
| 3 | Алексія Путельяс    | «Барселона» | 4 (2020, 2021, 2022, 2025)       | 7                | 5    |
| 4 | Марта Торрехон      | «Барселона» | 5 (2020, 2021, 2022, 2023, 2025) | 8                | 4    |
| 5 | Асісат Ошоала       | «Барселона» | 5 (2020, 2021, 2022, 2023, 2024) | 9                | 4    |